# Rengöring

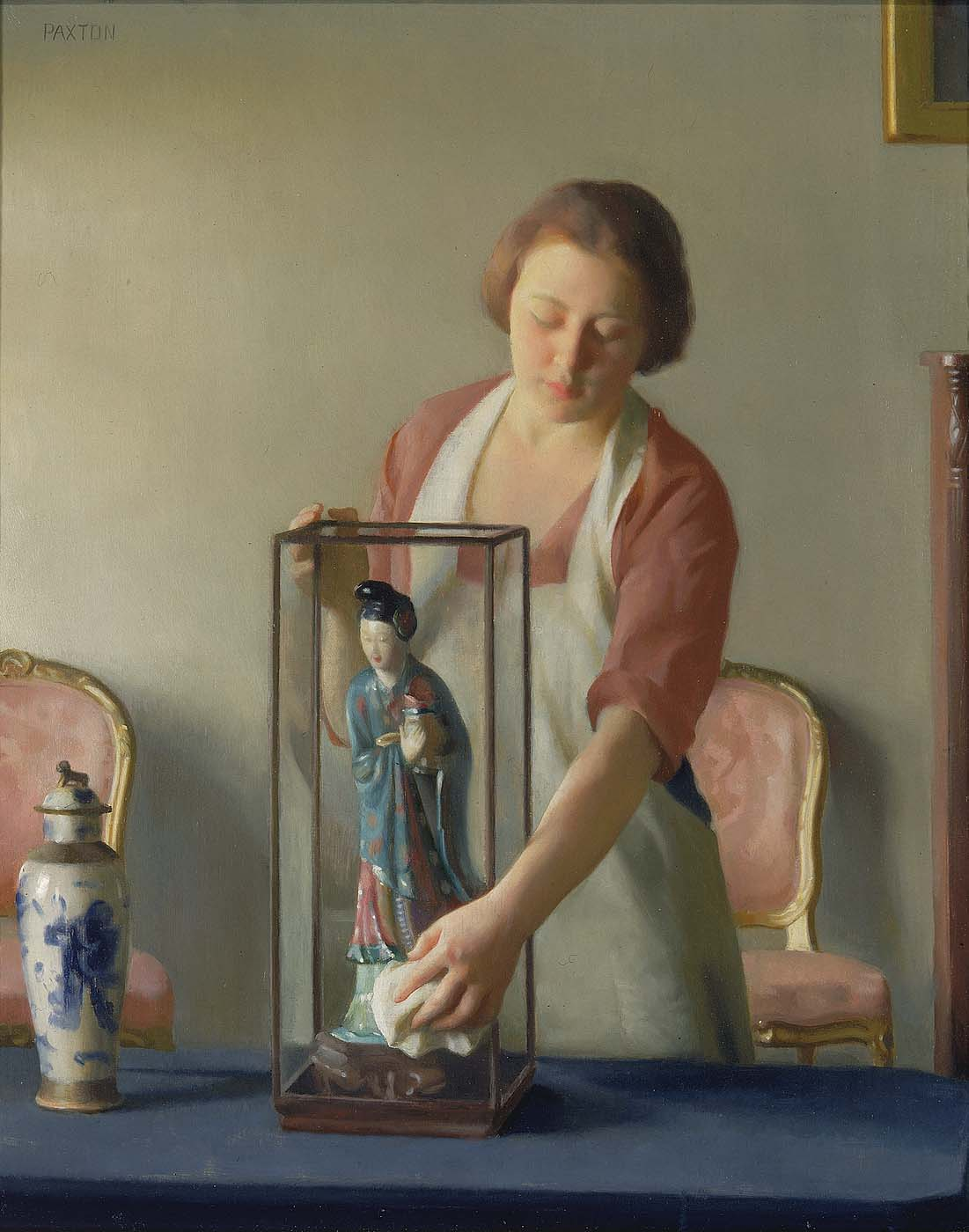
The Figurine av William McGregor Paxton.

Rengöring innebär att man avlägsnar smuts. Sinnerska cirkeln beskriver de fyra faktorerna som påverkar resultatet vid rengöring - tid, temperatur, kemikalier och mekanisk bearbetning. Mekanisk bearbetning inkluderar olika verktyg som borstar, trasor eller högtryckstvätt. Som kemikalier används rengöringsmedel som kemiskt sett oftast är detergenter för att lösa fett och smuts. Temperatur är också en viktig faktor, exempelvis kan ånga användas för att ersätta rengöringsmedel i en så kallad ångtvätt.
Rengöring av koppar, silver, sanitetsvaror och kakel samt fönster, golv och väggar fordrar alla speciella metoder och ofta speciella tvättmedel. Med kemiskt ren bensin är det möjligt att tvätta bort klisterfläckar som uppstått av prislappar.